# Henry Brask Andersen
Henry Brask Andersen, 23. juni 1896 - 26. november 1970, var en dansk cykelrytter, som blev amatørvedensmester ved VM i banecykling 1921, ligesom han fem gange, 1918-1923, vandt det danske mesterskab i sprint. Han deltog i sprint og tandem med Axel Hornemann Hansen, ved de olympiske lege 1920 i Antwerpen.
Hans søn Keld Brask Andersen vandt DM i sprint 1939.